# Dunajská cyklostezka

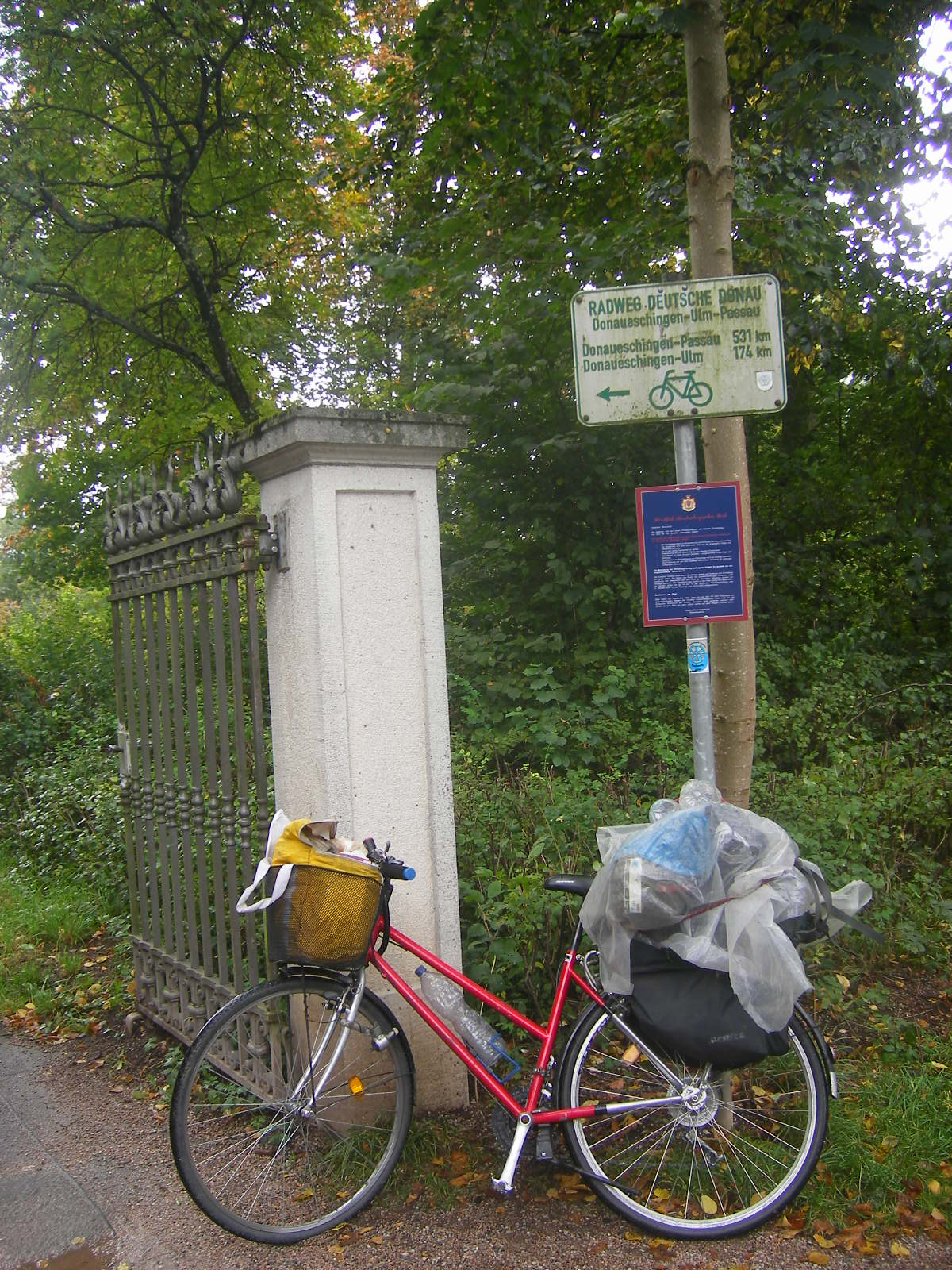
Začátek cyklostezky v Donaueschingenu

Dunajská cyklostezka (německy Donauradweg, slovensky Dunajská cyklistická cesta, maďarsky Duna menti kerékpárút) je cyklostezka vedoucí po březích Dunaje z německého Donaueschingenu přes Rakousko a Slovensko do maďarské Budapešti. Tvoří část trasy EuroVelo 6 ze sítě cyklotras EuroVelo a má délku zhruba 1200 kilometrů.
Úsek z Pasova do Vídně dlouhý zhruba 326 kilometrů patří mezi nejznámější a nejfrekventovanější cyklostezky v Evropě — každoročně jej navštíví zhruba 300 000 cyklistů (z toho jich asi 60 000 projede celý tento úsek).
V Rakousku jde o nejstarší vyznačenou cyklotrasu v zemi.